# Kurt Marode
Kurt Marode (* 10. Oktober 1909 in Berlin; † 29. Juni 1979 ebenda) war ein deutscher Politiker (SPD).
Kurt Marode besuchte eine Volksschule und machte eine Lehre als Werkzeugmacher und Schlosser. 1925 trat er der SPD bei. Er arbeitete unter anderem auch bei den Borsigwerken in Berlin-Tegel. 1943 wurde er von der Wehrmacht eingezogen und geriet 1945 in Kriegsgefangenschaft.
Nach dem Zweiten Weltkrieg arbeitete Marode bei den Berliner Verkehrsbetrieben (BVG). Bei der Berliner Wahl 1954 wurde er in die Bezirksverordnetenversammlung im Bezirk Wedding gewählt. Bei der folgenden Wahl 1958 wurde Marode für eine Legislaturperiode in das Abgeordnetenhaus von Berlin gewählt. Anschließend war er wieder Bezirksverordneter im Wedding.